# Final da Copa das Confederações FIFA de 1999
A Final da Copa das Confederações de 1999 foi um jogo de futebol que determinou o campeão da Copa das Confederações de 1999. O jogo aconteceu no Estádio Azteca na Cidade do México, México, no dia 4 de agosto de 1999 e foi disputado pelo México e pelo Brasil. O México foi o vencedor da disputa pelo placar de 4 a 3, conquistado assim o primeiro título intercontinental do futebol mexicano.

## Caminho até a final
| Equipe         | Pts | J | V | E | D | GP | GC | SG |
| -------------- | --- | - | - | - | - | -- | -- | -- |
| México         | 7   | 3 | 2 | 1 | 0 | 8  | 3  | 5  |
| Arábia Saudita | 4   | 3 | 1 | 1 | 1 | 6  | 6  | 0  |
| Bolívia        | 2   | 3 | 0 | 2 | 1 | 2  | 3  | -1 |
| Egito          | 2   | 3 | 0 | 2 | 1 | 5  | 9  | –4 |

| Equipe         | Pts | J | V | E | D | GP | GC | SG |
| -------------- | --- | - | - | - | - | -- | -- | -- |
| Brasil         | 9   | 3 | 3 | 0 | 0 | 7  | 0  | 7  |
| Estados Unidos | 6   | 3 | 2 | 0 | 1 | 4  | 2  | 2  |
| Alemanha       | 3   | 3 | 1 | 0 | 2 | 2  | 6  | -4 |
| Nova Zelândia  | 0   | 3 | 0 | 0 | 3 | 1  | 6  | –5 |

## Detalhes do jogo
| 4 de agosto de 1999 | México                                     | 4–3       | Brasil                                          | Estádio Azteca, Cidade do México                  |
| 21:00               | Zepeda 13', 51' · Abundis 28' · Blanco 62' | Relatório | 43' (pen.) Serginho · 47' Roni · 63' Zé Roberto | Público: 110,000 Árbitro: SUE Anders Frisk (FIFA) |

| México | Brasil |

|                 |    |                      |     |     |
|                 |    |                      |     |     |
| GL              | 1  | Jorge Campos         |     |     |
| ZA              | 18 | Salvador Carmona     |     |     |
| ZA              | 4  | Rafael Márquez       | 21' |     |
| ZA              | 2  | Claudio Suárez (C)   | 74' |     |
| LD              | 19 | Miguel Zepeda        |     | 83' |
| VL              | 6  | Germán Villa         |     |     |
| VL              | 13 | Pável Pardo          |     |     |
| LE              | 7  | Ramón Ramírez        |     |     |
| MC              | 10 | Cuauhtémoc Blanco    | 50' |     |
| AT              | 9  | José Manuel Abundis  | 11' |     |
| AT              | 17 | Francisco Palencia   |     | 70' |
| Suplentes:      |    |                      |     |     |
| GL              | 12 | Óscar Pérez          |     |     |
| ZA              | 3  | Joel Sánchez         |     |     |
| ZA              | 14 | Isaac Terrazas       |     | 70' |
| VL              | 5  | Gerardo Torrado      |     |     |
| VL              | 8  | García Aspe          |     |     |
| MC              | 16 | Jesús Arellano       |     | 83' |
| VL              | 20 | Rafael García Torres |     |     |
| AT              | 11 | Daniel Osorno        |     |     |
| AT              | 15 | Luis Hernández       |     |     |
| Treinador:      |    |                      |     |     |
| Manuel Lapuente |    |                      |     |     |

|                      |    |                  |            |     |
|                      |    |                  |            |     |
| GL                   | 1  | Dida             |            |     |
| ZA                   | 3  | Odvan            |            |     |
| ZA                   | 4  | João Carlos      | 46', 90+2' |     |
| LE                   | 6  | Serginho         |            |     |
| LD                   | 20 | Vampeta          |            |     |
| VL                   | 8  | Emerson          |            |     |
| VL                   | 5  | Flávio Conceição |            |     |
| MC                   | 11 | Zé Roberto       | 5'         | 82' |
| MC                   | 17 | Beto             |            | 45' |
| AT                   | 7  | Ronaldinho       |            |     |
| AT                   | 10 | Alex             |            |     |
| Suplentes:           |    |                  |            |     |
| GL                   | 12 | Marcos           |            |     |
| LD                   | 2  | Evanílson        |            |     |
| ZA                   | 13 | César            |            |     |
| ZA                   | 14 | Luiz Alberto     |            |     |
| VL                   | 15 | Marcos Paulo     |            |     |
| LE                   | 16 | Athirson         |            |     |
| AT                   | 9  | Christian        |            |     |
| AT                   | 18 | Roni             |            | 45' |
| AT                   | 19 | Warley           |            | 82' |
| Treinador:           |    |                  |            |     |
| Vanderlei Luxemburgo |    |                  |            |     |

| Assistentes de arbitragem: Fernando Treasco Gracia Awni Hassouneh |